# Нарамиці
Нарамиці (пол. Naramice) — село в Польщі, у гміні Біла Велюнського повіту Лодзинського воєводства.
Населення — 584 особи (2011).
У 1975-1998 роках село належало до Серадзького воєводства.

## Демографія
Демографічна структура станом на 31 березня 2011 року:
|          | Загалом | Допрацездатний вік | Працездатний вік | Постпрацездатний вік |
| -------- | ------- | ------------------ | ---------------- | -------------------- |
| Чоловіки | 296     | 55                 | 205              | 36                   |
| Жінки    | 288     | 47                 | 168              | 73                   |
| Разом    | 584     | 102                | 373              | 109                  |